# Skånland
Skånland was een gemeente in de Noorse provincie Troms. De gemeente telde 3048 inwoners in januari 2017. Per 1 januari 2020 werd de gemeente toegevoegd aan de vergrote gemeente Tjeldsund in de nieuwe provincie Troms og Finnmark.

## Plaatsen in de voormalige gemeente
- Evenskjær
- Grov

Balsfjord · Bardu · Dyrøy · Gratangen · Harstad · Ibestad · Kåfjord · Karlsøy · Kvæfjord · Kvænangen · Lavangen · Lyngen · Målselv · Nordreisa · Salangen · Senja · Skjervøy · Sørreisa · Storfjord · Tjeldsund · Tromsø

Voormalige gemeentes: Berg · Lenvik · Skånland · Torsken · Tranøy